# Journée mondiale de la sensibilisation à l'autisme

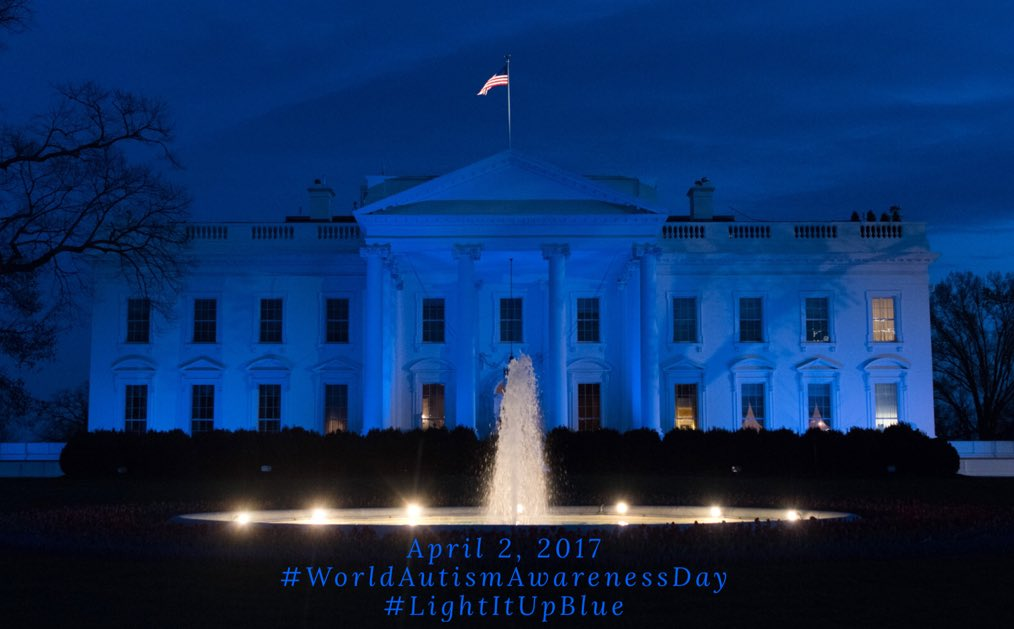
La Maison-Blanche (USA), illuminée en bleu, lors de la Journée mondiale de sensibilisation à l’autisme, en 2017.

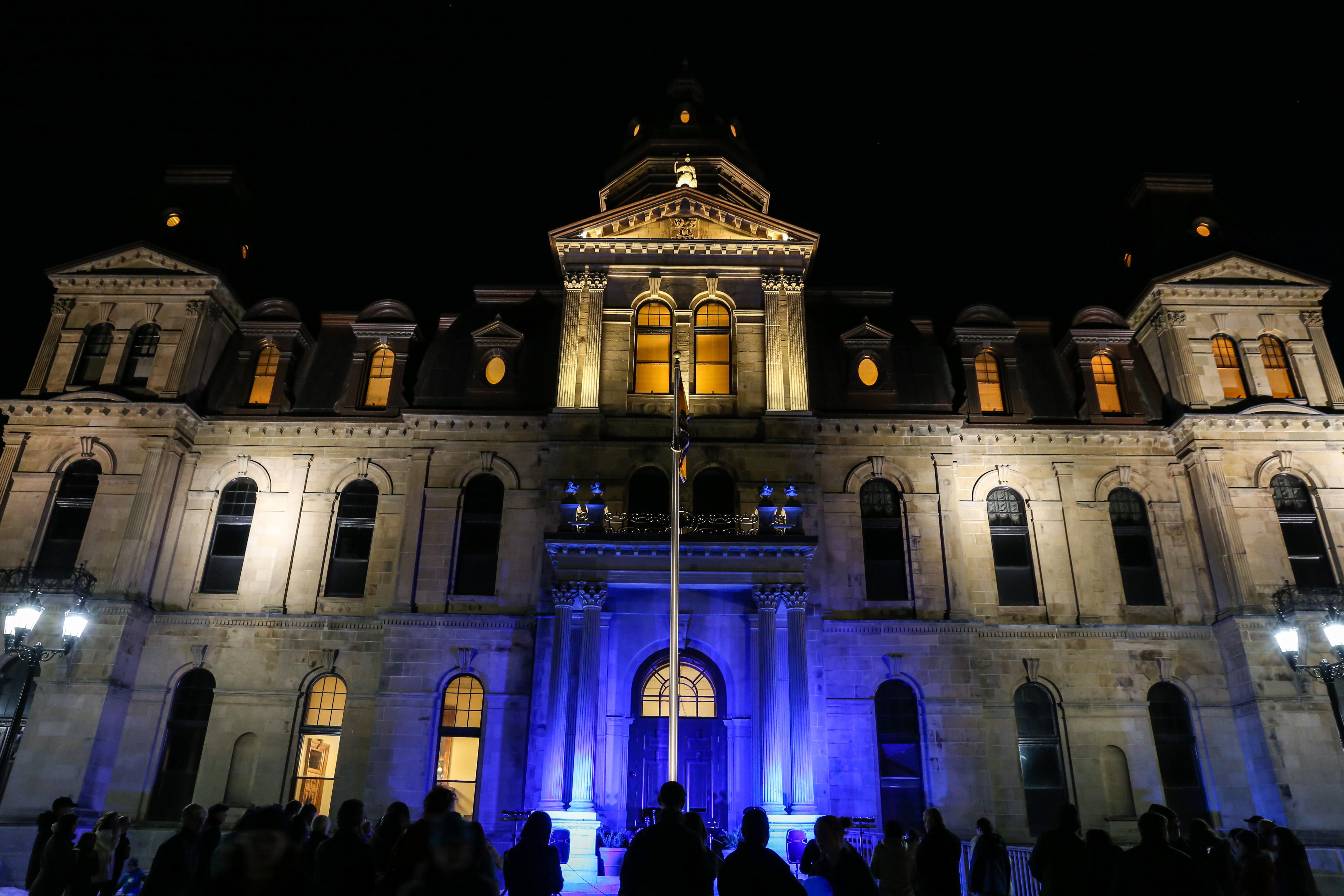
La façade de l’Assemblée législative du Nouveau-Brunswick (Canada), illuminée en bleu lors de la Journée mondiale de sensibilisation à l’autisme, en 2017.

La Journée mondiale de sensibilisation à l'autisme est une journée internationale célébrée le 2 avril de chaque année, et ce depuis sa 1er édition du 2 avril 2008. Elle est établie par une résolution de l’Assemblée générale des Nations unies le 18 décembre 2007, et vise à promouvoir « la pleine réalisation de tous les droits de l'homme et libertés fondamentales des personnes autistes ». Sa mise en place est proposée par Moza bint Nasser al-Missned, alors représentante du Qatar aux Nations Unies.

## Historique

### Création
La Journée mondiale de la sensibilisation à l'autisme a été créée et désignée sous ce terme par la résolution A/RES/62/139 de l'Assemblée générale des Nations unies. Elle a été proposée par le Qatar, puis soutenue par tous les États membres,.
La résolution originale comporte quatre composantes principales :
- la mise en place de la journée du 2 avril en tant que Journée mondiale de sensibilisation à l'autisme, à partir du 2 avril 2008 ;
- la participation des Organisations des Nations unies, les États membres, les ONG et toutes les organisations privées et publiques ;
- encourager les États membres à sensibiliser tous les niveaux de la société à l'autisme ;
- demander au Secrétaire général de l'ONU de livrer ce message aux États membres et tous les autres organes de l'ONU.

### Thèmes annuels
- 2008 à 2012 : pas de thèmes connus
- 2013 : « Célébrer la capacité dans le cadre de l'autisme »
- 2014 : « Ouvrir les portes à l'éducation inclusive »
- 2015 : « Emploi : l'avantage de l'autisme »
- 2016 : « Autisme et Agenda 2030 : inclusion et neurodiversité »[6]
- 2017 : « Vers l'autonomie et l'autodétermination »
- 2018 : « Autonomisation des femmes et des filles avec autisme »
- 2019 : « Technologies de soutien, participation active »
- 2020 : « Le passage à l'âge adulte »
- 2021 : « L'inclusion sur le lieu de travail : les défis et les perspectives d'un monde post-pandémie »[7]
- 2022 : « Une éducation inclusive de qualité pour tous »[8]
- 2023 : « Changer les perceptions : les contributions des personnes autistes dans les espaces personnels, professionnels, artistiques et politiques »[9]
- 2024 : « De la survie à l'épanouissement personnel : les personnes autistes partagent des perspectives régionales »[2]
- 2025 : « Promouvoir la neurodiversité et les objectifs de développement durable (ODD) »[10]

### Choix de la couleur bleue

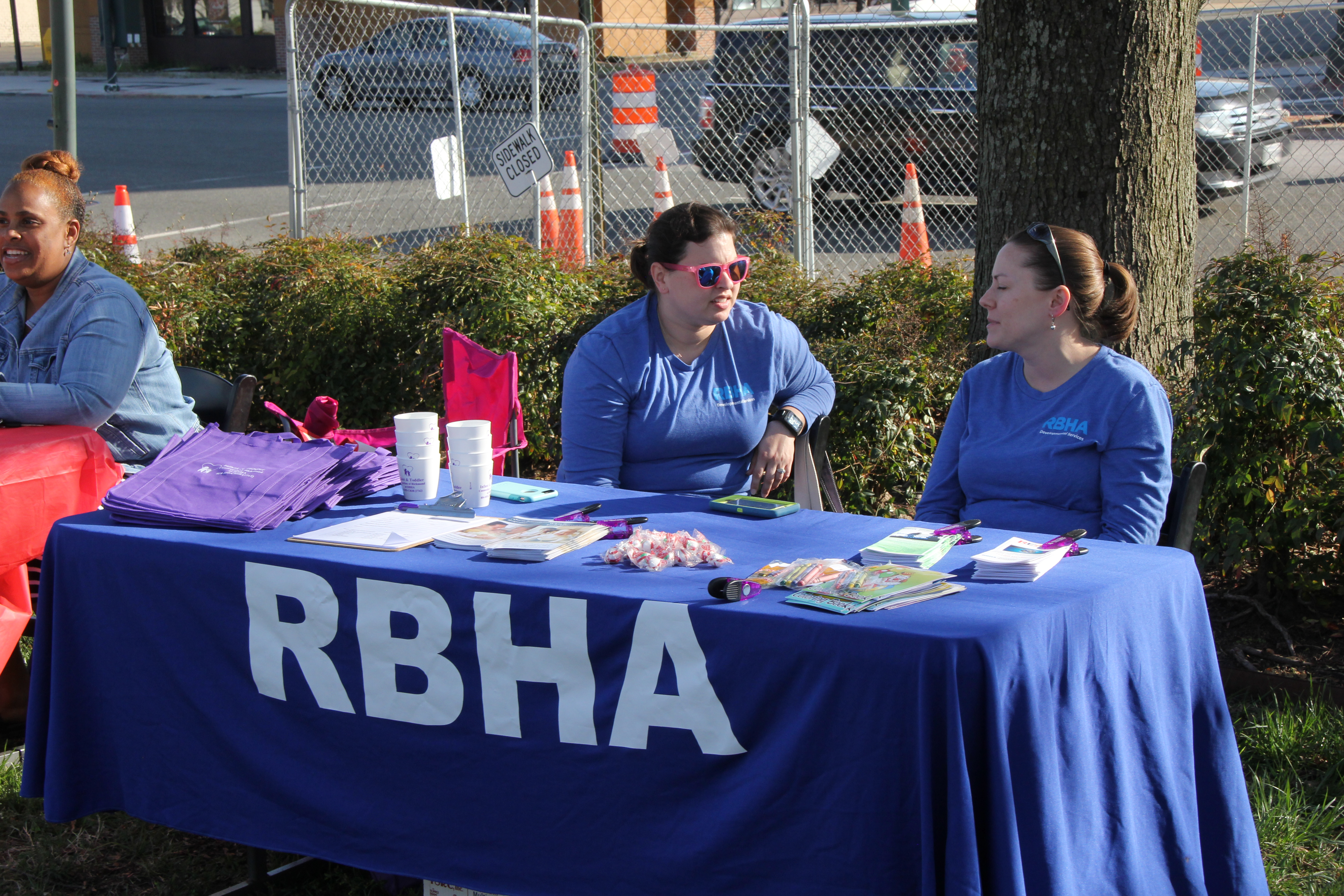
Apparue aux USA, le port de vêtements de couleur bleue est associé à l'autisme aux yeux de certains militants tels que ceux de Walk for Autism Awareness (photo de 2017)

Selon les créateurs, la couleur bleue a été choisie pour sa « connotation douce et apaisante » et elle est liée à une opération de sensibilisation menée par l’association américaine Autism Speaks (opération « Light it up blue »). Cette association est cependant très critiquée. Depuis 2018, le bleu est utilisé comme symbole de la journée mondiale de sensibilisation à l’autisme et elle est notamment recommandée par l'association Autisme France,.

## Célébrations et animations

### Au Brésil
Depuis 2011, la statue du Christ Rédempteur, située à Rio de Janeiro au Bérsil s'illumine chaque année en bleu pour le jour correspondant à la Journée mondiale de la sensibilisation à l'autisme.

### Au Cameroun
La célébration de la 7ème Journée Mondiale de Sensibilisation à l'Autisme est officiellement organisé au Palais des Congrès de Yaoundé, en présence du Professeur Jacques Fame Ndongo, ministre de l'Enseignement Supérieur du Cameroun, représentant Personnel de Madame Chantal Biya, Première Dame du pays.

### Au Canada
Les municipalités partout en Ontario soulèvent un drapeau pour sensibiliser la population à l'autisme dans leur région.

### Aux États-Unis
Un épisode de la série animée pour enfants Fancy Nancy Clancy intitulé Le nouvel ami de Nancy (Nancy’s New Friend) est diffusé pour la première fois le jeudi 2 avril 2020 sur Disney Junior aux Etats-Unis. Cet épisode créé et produit par Krista Tucker évoque la vie d'un enfant autiste le jour même de la Journée mondiale de sensibilisation à l’autisme.

### En France

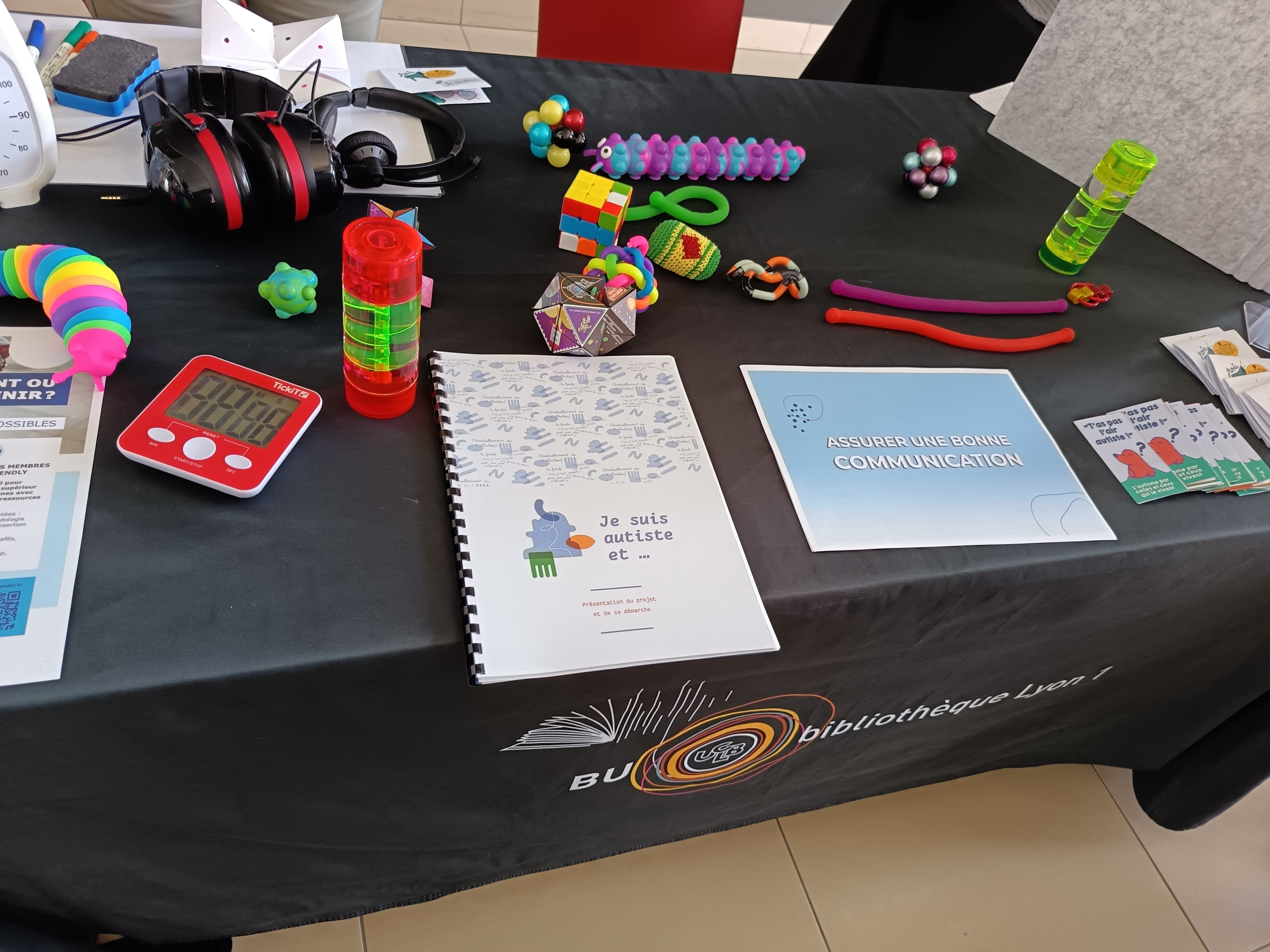
Stand de sensibilisation dans une université en 2025 avec guides pratiques, objets sensoriels et anti-stress.

Le 2 avril 2018, à l'occasion de la 12e journée mondiale de la sensibilisation à l'autisme, la façade de la Bordeaux Métropole Arkéa Arena est illuminée en bleu.
À l'occasion de la 15e journée mondiale de la sensibilisation à l'autisme en 2021, la France décide également de célébrer le 3e anniversaire de la stratégie nationale 2018 - 2022 pour l’autisme au sein des troubles du neuro-développement. Selon un communiqué du gouvernement, les citoyens sont invités à porter du bleu, en gage de soutien à la cause.

### Au Maroc
La wilaya de la région Casablanca-Settat a célébré, le 2 avril 2016, la journée mondiale de sensibilisation à l'autisme pour la 2e fois, en partenariat avec le réseau « American Moroccan competencies Network » (AMCN), l’association américaine Autism Speaks et les associations locales œuvrant dans ce domaine.
L’association marocaine « Miroir » qui œuvre pour la prise en charge de enfants autistes de Fès a organisé les 1er et 2 avril 2022 dans la ville, une série d’activités et de campagnes de sensibilisation liée à la célébration de la journée mondiale de sensibilisation à l’autisme. Ces activités ont été organisées sous le signe « L’Ami de l’autiste ».

## Critiques
Certaines organisations, comme l'association auto-déterminée CLE Autistes, déplore une stigmatisation des personnes autistes « au nom de la sensibilisation » : dans une traduction d'un article de blog d'une militante américaine de 2019, l'association écrit que lors d'événements organisés dans cette optique de sensibilisation à l'autisme, « la parole des personnes autistes [est] déléguée aux parents et professionnels qui diffuse[nt] encore plus de la désinformation et crée[nt] d'autres préjugés validistes contre les personnes autistes ». Elle rejette également le choix de la couleur bleue, liée à l'association américaine Autism Speaks, fortement critiquée notamment pour ses positions concernant les vaccins.